# Xantolo

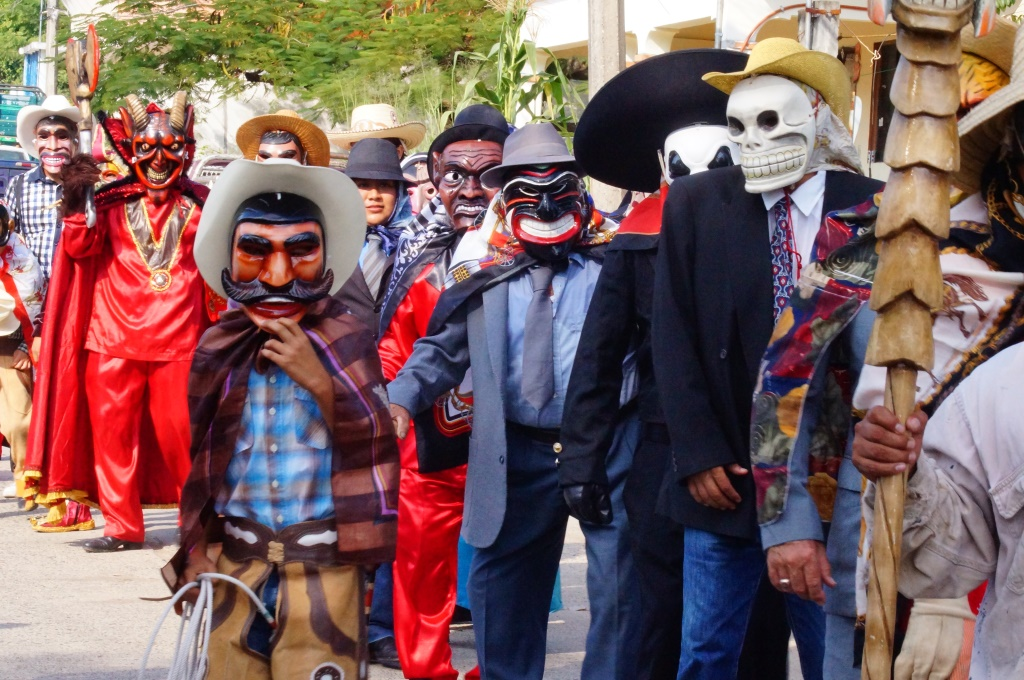
Danzas tradicionales de Xantolo.

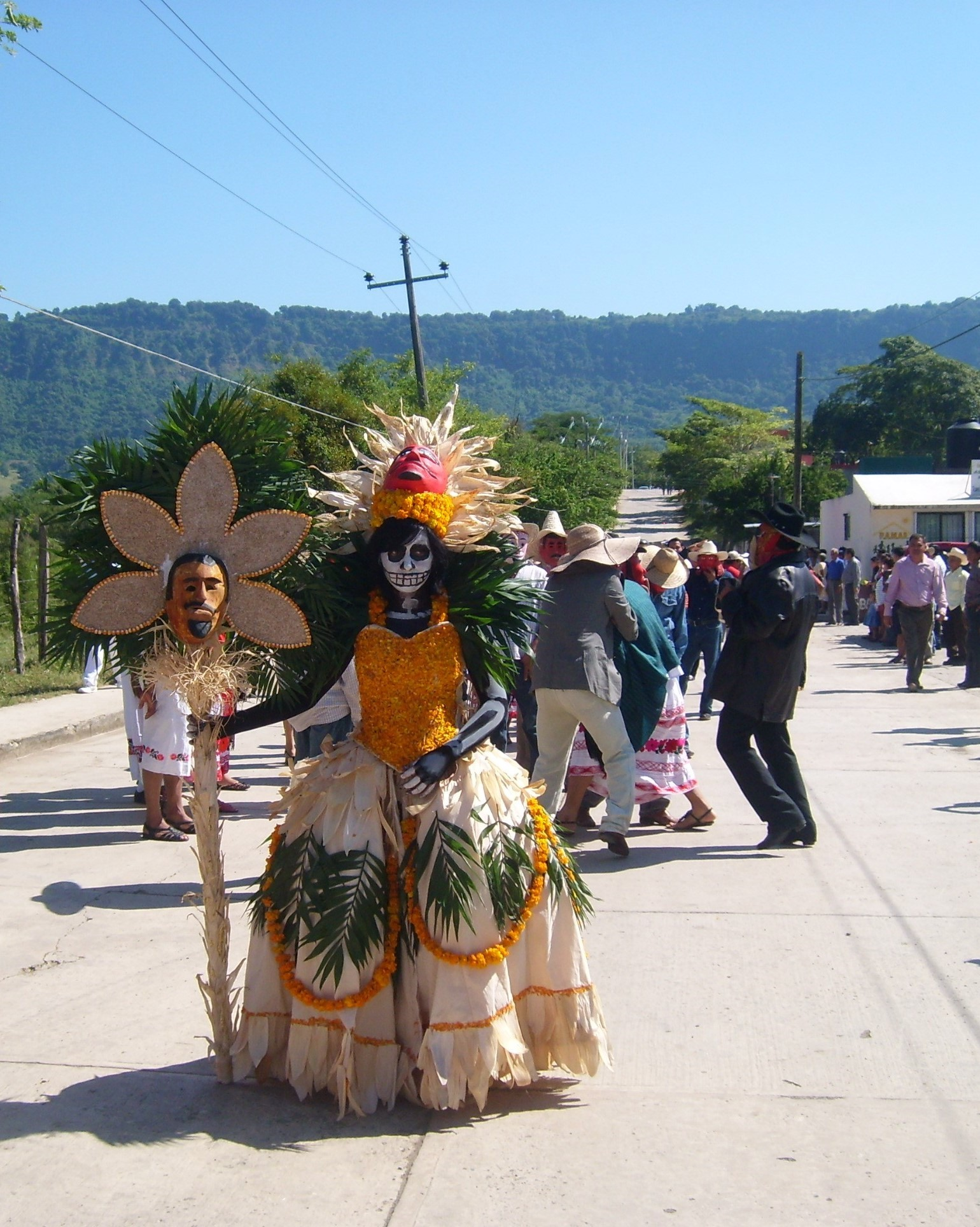
Xantolo en Atlapexco, Hidalgo.

Xantolo (AFI: /ʃanˈto.lo/) (del náhuatl: Xantolon, y este del latín: Sanctorum) es la celebración variante del Día de Muertos propia de la región de la Huasteca en México. De origen prehispánico, esta celebración se hace en honor a la muerte, además de ser una de las dos fiestas nahuas más importantes de la región.
La festividad inicia normalmente año con año del 30 de octubre al 2 de noviembre en los pueblos que integran esta región, la cual abarca varios estados de la república como Hidalgo, Veracruz, Tamaulipas, Querétaro y San Luis Potosí. En ellos, las personas tienen la creencia de que, durante estos días, las almas de los difuntos regresan de manera invisible al mundo de los vivos, por lo cual es necesario recibirles con respeto.
Para representar este baile las personas suelen vestirse, hay personajes principales dentro de este baile, los cuales son el vaquero, la muerte, la calavera, la mujer embarazada, el diablo rojo, cada uno de ellos representan algo dentro de esta celebración, esto se baila en cuadrillas y hay personajes externos a los demás que van acompañando a todos ellos durante el baile, los personajes principales se ponen enfrente ya que son los que guían a las demás personas, para que todos vayan de una sola forma.
El ritual implica la realización de grandes preparativos para recibir a los fallecidos como pueden ser la realización de altares u ofrendas con elementos de la gastronomía local, flores y frutas de la temporada, veladoras e imágenes religiosas, entre otros, el tronido de cohetes y tañido de campanas, oraciones y cantos, así como el sello distintivo de este festejo, que son las danzas tradicionales denominadas vinuetes, en las cuales se baila con disfraces y máscaras de calaveras, demonios y otros, acompañados por la música típica del son huasteco. Cada pueblo o microrregión huasteco, aporta elementos propios a su Xantolo, pero siempre teniendo rasgos en común.

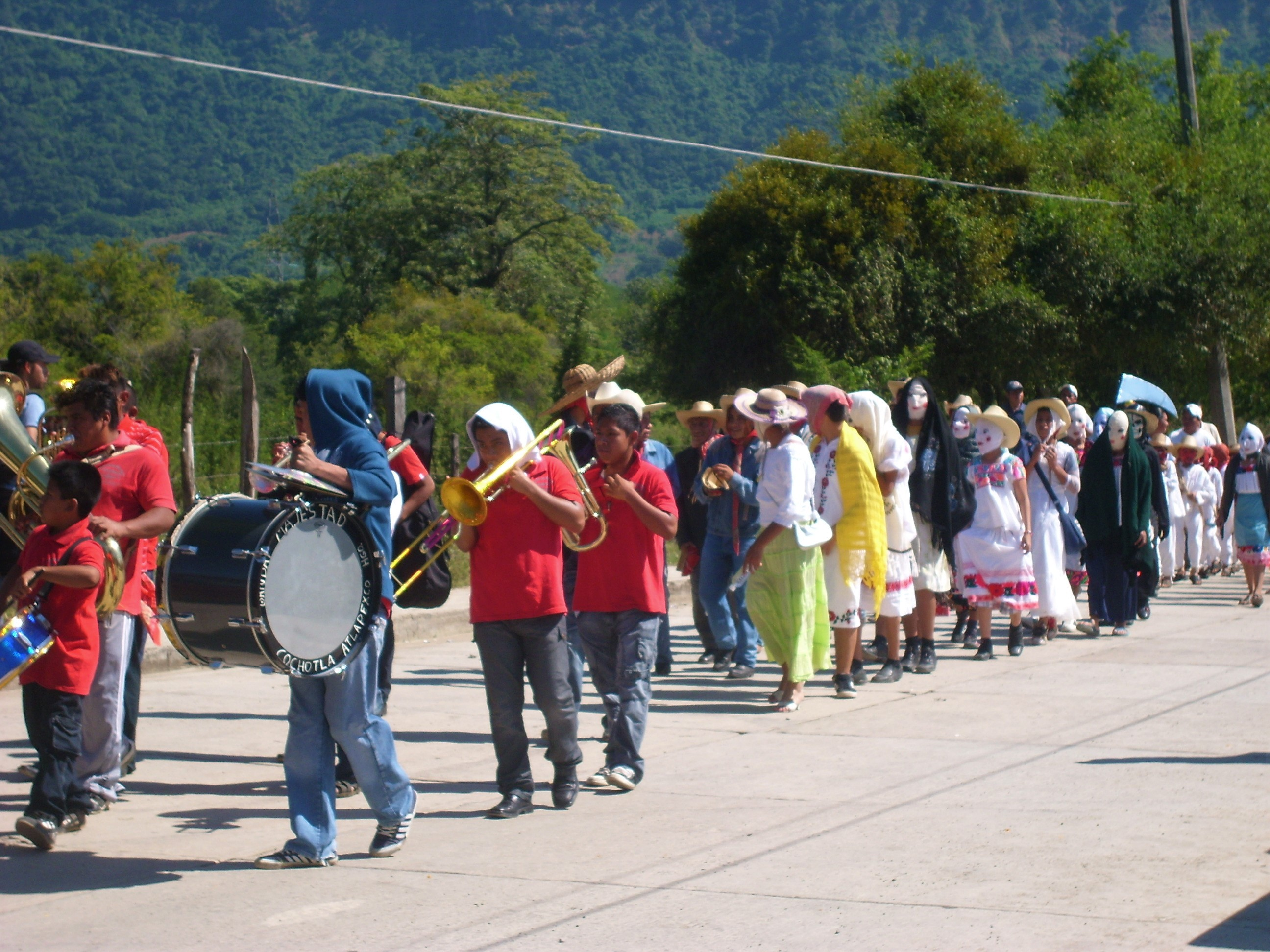
Danzantes en el Xantolo de Atlapexco, Hidalgo.

## Ver También
- Día de Muertos
- Janal Pixan
- Mitología nahua de la Huasteca
- Nahuas
- Mexicano de la Huasteca
- Cultura huasteca